# Platylomalus kabakovi
Platylomalus kabakovi är en skalbaggsart som beskrevs av Kryzhanovskij in Kryzhanovskij och Reichardt 1976. Platylomalus kabakovi ingår i släktet Platylomalus och familjen stumpbaggar. Inga underarter finns listade i Catalogue of Life.